# Чемпионат мира по шорт-треку среди команд 2001
Чемпионат мира по шорт-треку среди команд 2001 года проходил 24 — 25 марта в Минамимаки (Япония) в учебном центре «Teisan Ice Skate».

## Система состязаний
Для участия в чемпионате автоматически квалифицировались первые восемь стран по итогам кубка мира. По 4 конькобежца от каждой страны участвовало в гонках на 500 м и на 1000 м, по 2 конькобежца — в гонке на 3000 м, плюс проходило первенство в эстафете (на 3000 м для женщин, на 5000 м — для мужчин).

## Участники чемпионата

### Мужчины
| Место | Участники        | Очки |
| ----- | ---------------- | ---- |
| 1     | Канада           | 35   |
| 2     | Китай            | 31   |
| 3     | Республика Корея | 26   |
| 4     | Япония           | 24   |
| 5     | США              | -    |
| 6     | Италия           | -    |
| 7     | Великобритания   | -    |
| 8     | Нидерланды       | -    |

### Женщины
| Место | Участники        | Очки |
| ----- | ---------------- | ---- |
| 1     | Китай            | 43   |
| 2     | Республика Корея | 30   |
| 3     | Канада           | 26   |
| 4     | Болгария         | 22   |
| 5     | Япония           | -    |
| 6     | Италия           | -    |
| 7     | США              | -    |
| 8     | Нидерланды       | -    |

## Призёры чемпионата

### Мужчины
| Дисциплина | Золото                                                                                      | Серебро                                                       | Бронза                                                                         |
| ---------- | ------------------------------------------------------------------------------------------- | ------------------------------------------------------------- | ------------------------------------------------------------------------------ |
| Команды    | Канада · Марк Ганьон · Эрик Бедар · Матье Тюркотт · Джонатан Гильметт · Франсуа-Луи Трамбле | Китай · Фэн Кай · Ань Юйлун · Ли Цзяцзюнь · Ли Е · Ли Хаонань | Республика Корея · Ан Джун Хён · Ли Сын Джэ · Мин Рен · О Се Джон · Ли Джэ Гён |

### Женщины
| Дисциплина | Золото                                                                     | Серебро                                                                            | Бронза                                                                                 |
| ---------- | -------------------------------------------------------------------------- | ---------------------------------------------------------------------------------- | -------------------------------------------------------------------------------------- |
| Команды    | Китай · Ян Ян (A) · Ян Ян (S) · Ван Чуньлу · Сунь Даньдань · Чжан Цзюйцзюй | Республика Корея · Чон Да Хе · Чхве Ын Гён · Чу Мин Джин · Пак Хе Вон · Пак Хе Рим | Канада · Мари-Ив Дроле · Аланна Краус · Таня Висент · Мелани Ганьон · Амели Гуле-Надон |